# Мусоргские

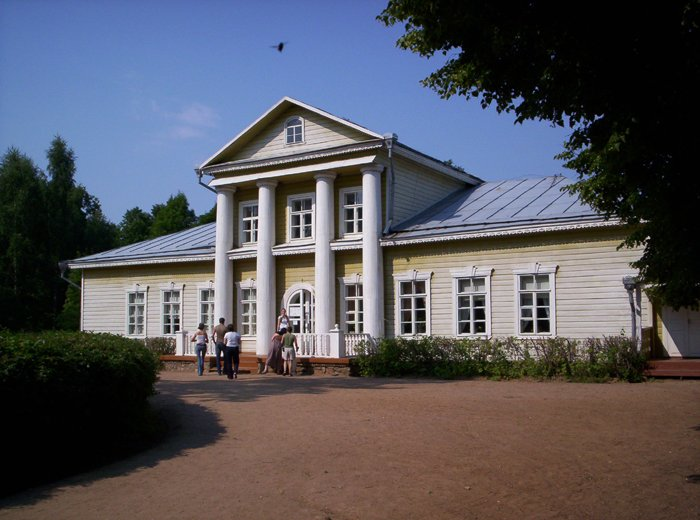
Дом-музей М. П. Мусоргского в Псковской области

Му́соргские (Мусорские, Мусырские) — дворянский род, Рюриковичи, утратившие княжеский титул.
Род происходит от князей Смоленских, из рода Монастырёвых. Роман Васильевич Монастырёв, по прозвищу Мусорга, был родоначальником Мусоргских.
Потомок Романа Васильевича в XIV колене — композитор Модест Петрович Мусоргский.
При подаче документов (1686) для внесения рода в Бархатную книгу, была предоставлена родословная роспись Мусоргских.
Род внесён в VI часть дворянской родословной книги Псковской губернии. Ветвью рода Мусоргских является дворянская фамилия Сапоговых.

## Известные представители
- Мусоргский Пётр Иванович — воевода в Старице (1620), в Твери (1625—1626).
- Мусорский Иван Петрович — патриарший стольник (1627—1629), стряпчий (1636—1640).
- Мусорский Иван Петрович — московский дворянин (1627—1640).
- Мусорский Алексей Иванович — московский дворянин (1640).
- Мусоргский Михаил Иванович — воевода в Яренске (1669—1671)[2].
- Мусорские: Филипп и Богдан Михайловичи — стряпчие (1692)[3].